# Girls Need Love
Girls Need Love è un singolo della cantante statunitense Summer Walker, pubblicato il 26 luglio 2018 come secondo estratto dal primo mixtape Last Day of Summer.

## Descrizione
Il brano è stato scritto e composto dalla cantante insieme Arsenio Archer ed è stato prodotto da quest'ultimo.
Ha registrato successo commerciale in patria e a livello internazionale grazie ad un remix con il rapper americano-canadese Drake, pubblicato il 10 febbraio 2019. Tale è stata aggiunta come traccia bonus nell'edizione streaming del mixtape Last Day of Summer e successivamente inclusa anche nella lista tracce dell'album in studio di debutto Over It (2019).

## Tracce
Download digitale (remix)
1. Girls Need Love (con Drake) (Remix) – 3:42

## Classifiche
| Classifica (2019) | Posizione massima |
| ----------------- | ----------------- |
| Australia         | 78                |
| Canada            | 45                |
| Irlanda           | 70                |
| Portogallo        | 99                |
| Regno Unito       | 41                |
| Stati Uniti       | 37                |